# Guarumbo
Guarumbo är en ort i Mexiko.   Den ligger i kommunen Santa María Huatulco och delstaten Oaxaca, i den sydöstra delen av landet, 500 km sydost om huvudstaden Mexico City. Guarumbo ligger 211 meter över havet och antalet invånare är 256.
Terrängen runt Guarumbo är kuperad norrut, men söderut är den platt. Runt Guarumbo är det ganska tätbefolkat, med 60 invånare per kvadratkilometer. Närmaste större samhälle är San Pedro Pochutla, 17,3 km sydväst om Guarumbo. I omgivningarna runt Guarumbo växer huvudsakligen savannskog.